# Ville Viitaluoma
Ville Viitaluoma, född 16 februari 1981 i Esbo i Finland, är en finländsk professionell ishockeyspelare som spelar för Örebro HK. Han har tidigare spelat för bland annat HPK, Blues och Luleå HF.

## Karriär
Ville Viitaluoma började spela ishockey i sitt ungdomslag TJV. Ville fortsätta sedan sin karriär i HIFK där han spelade både U18, U20 och fick debutera i deras A-lag säsongen 2000-2001. Han blev även utlånad säsongerna 2000-2001 och 2001-2002 till Ahmat Hyvinkää och Haukat. Han stannade i HIFK organisation från säsongen 1998-1999 till 2003-2004.
Han började spelade för Pelicans mitt i säsongen 2003-2004 och blev bara där i 9 matcher. Han bytte sedan till en annan klubb i FM-ligan, SaiPa där han stannade 2 säsonger för att sedan igen byta klubb i FM-ligan och då blev det Blues i 2 säsonger.
Ville fortsatte att byta klubb i FM-ligan och nu blev det HPK där han på 171 matcher gjorde 116 poäng.
Den 8 april 2011 skrev Ville Viitaluoma kontrakt med Luleå HF. Han blev då återförenad med sin gamla radarpartner Joonas Vihko som han har spelat med sen juniortiden och även under seniortiden som skrev kontrakt med Luleå HF redan säsongen innan.

## Spelstil
Ville är en storväxt, aggressiv center som har ett bra spelsinne. Han är en pålitlig poängplockare som är riktigt bra i boxplay. Han är en hårt arbetande spelare som skyddar och vårdar pucken bra samt en bra passningsspelare och pålitlig tekare.

## Meriter
- SM-liiga Silvermedalj 2010
- SM-liiga Silvermedalj 2008
- SM-liiga Bronsmedalj 2004
- Jr. A SM-liiga Bronsmedalj 2002
- Jr. A SM-liiga Silvermedalj 2001

## Klubbar
- HIFK 1998 - 2004 SM-liiga, Jr. A SM-liiga, Jr. B SM-sarja
- Ahmat Hyvinkää 2001 Lån, Finland2
- Haukat 2002 Lån, Finland2
- Pelicans 2003 – 2004 SM-liiga
- SaiPa 2004 – 2006 SM-liiga
- Blues 2006 - 2008 SM-liiga
- HPK 2008 - 2011 SM-liiga
- Luleå HF 2011 – 2012 SHL
- HPK 2012 – 2014 SM-liiga
- Örebro HK 2014 - SHL